# Masalia fissa
Masalia fissa là một loài bướm đêm trong họ Noctuidae.